# 博比·哈塞尔
羅拔·約翰·法蘭西斯·"波比"·夏斯素（英語：Robert John Francis "Bobby" Hassell，1980年6月4日—）是一名英格蘭已退役足球運動員，司職後衛。

## 生平
曼斯菲
夏斯素在英格蘭東米德蘭茲德比郡的德比出生，1996年以學徒球員身份加盟當時處於第四級丙組聯賽的曼斯菲，翌年9月年僅16歲已經首次代表一隊上陣出戰車士打。2003/04年球季曼斯菲取得聯賽第5位參加升班附加賽，準決賽兩回合累計與諾咸頓打成3-3平手，憑互射十二碼才以5-4淘汰對手；千禧球場決賽又與哈德斯菲爾德賽和0-0完場，但這次在互射十二碼卻以1-4落敗而回。效力長達七季為球隊在各項賽事上陣181場及射入3球後，於季後他與曼斯菲未能達成續約協議，於2004年7月1日免費轉投英甲的班士利。
班士利
加盟首季夏斯素已鞏固正選席位，上陣43場。2005年7月他觸傷膝蓋而缺席所有季前計畫，直到8月中才恢復操練。12月10日主場5-2大勝斯肯索普取得加盟後首個入球；2006年1月21日主場對米爾頓凱恩斯他又接應角球射入鎖定2-0勝局。2月28日作客般尼茅夫，開賽後僅5分鐘便受傷由擔架抬離場，懷疑有3條肋骨骨折，養傷直到4月15日作客對奧咸才告復出。班士利以第5位結束球季參加附加賽，準決賽兩回合累計3-2淘汰哈德斯菲爾德，千禧球場決賽經歷加時賽後與史雲斯仍然踢成2-2平手，憑互射十二碼險勝4-3取得最後一張英冠入場劵。7名於季後約滿的升班功臣包括夏斯素獲班士利提供新約，6月19日他簽署1年新約。
升班首季夏斯素繼續保持水準，2006年8月22日在英格蘭聯賽盃作客對黑池，雙方經加時賽後仍然2-2平手，於互射十二碼他射入決定勝一球以4-2淘汰對手出局；11月1日作客對打比郡，夏斯素雖然為己隊先拔頭籌，但最終仍以1-2落敗而回；2007年3月17日夏斯素於在作客1-4負於高雲地利為球隊打破光蛋。4月9日主場1-0擊敗伯明翰城，夏斯素與尼尔·丹恩斯（Neil Danns）因粗暴行為於完場後被逐離場。4月20日身為代隊長的夏斯素與球隊續約至2009年。雖然球季煞科日作客0-7負於西布朗腳下，一度因成績不振而於季中易帥的班士利，仍可以第20位結束球季成功保級。但他的膝傷舊患反反覆覆，因需要休養多一星期而缺席球隊季前的葡萄牙集訓，但最終仍需於9月進行手術而缺席季初所有的賽事，直到10月末才恢復操練。整季僅上陣25場，但卻在英格蘭足總盃第五圈作客2-1淘汰利物浦，及八強1-0擊敗衛冕冠軍車路士。
2008/09年球季夏斯素的演出亦獲得認同，橫掃球會的年終獎項，獲選「球員先生」、球迷選舉「年度最佳球員」和傷健球迷選舉「年度最佳球員」。2009年4月6日夏斯素與班士利續約至2012年。
當马克·罗宾斯在2009/10年球季季初接任班士利領隊時，一度棄用夏斯素，但隨後他憑穩健的演出和場上的高效率搶回正選席位。2010年夏季當羅賓斯委任（Jason Shackell）為隊長時，亦安排夏斯素擔任副隊長之職。2010/11年球季對他而言是成功的一季，於2011年1月對米禾爾是他第200場為球隊在聯賽上陣。
2011/12年球季時任領隊（Keith Hill）將隊長臂章交予夏斯素。

## 榮譽
班士利
- 英格蘭足球甲級聯賽附加賽冠軍：2005/06年；

## 外部連結
- 班士利官網簡歷
- 足球数据库：波比·夏斯素的球员统计数据